# Etmiídeos
Etmiídeos (Ethmiidae) é uma família de insectos da ordem Lepidoptera.